# 久が原駅

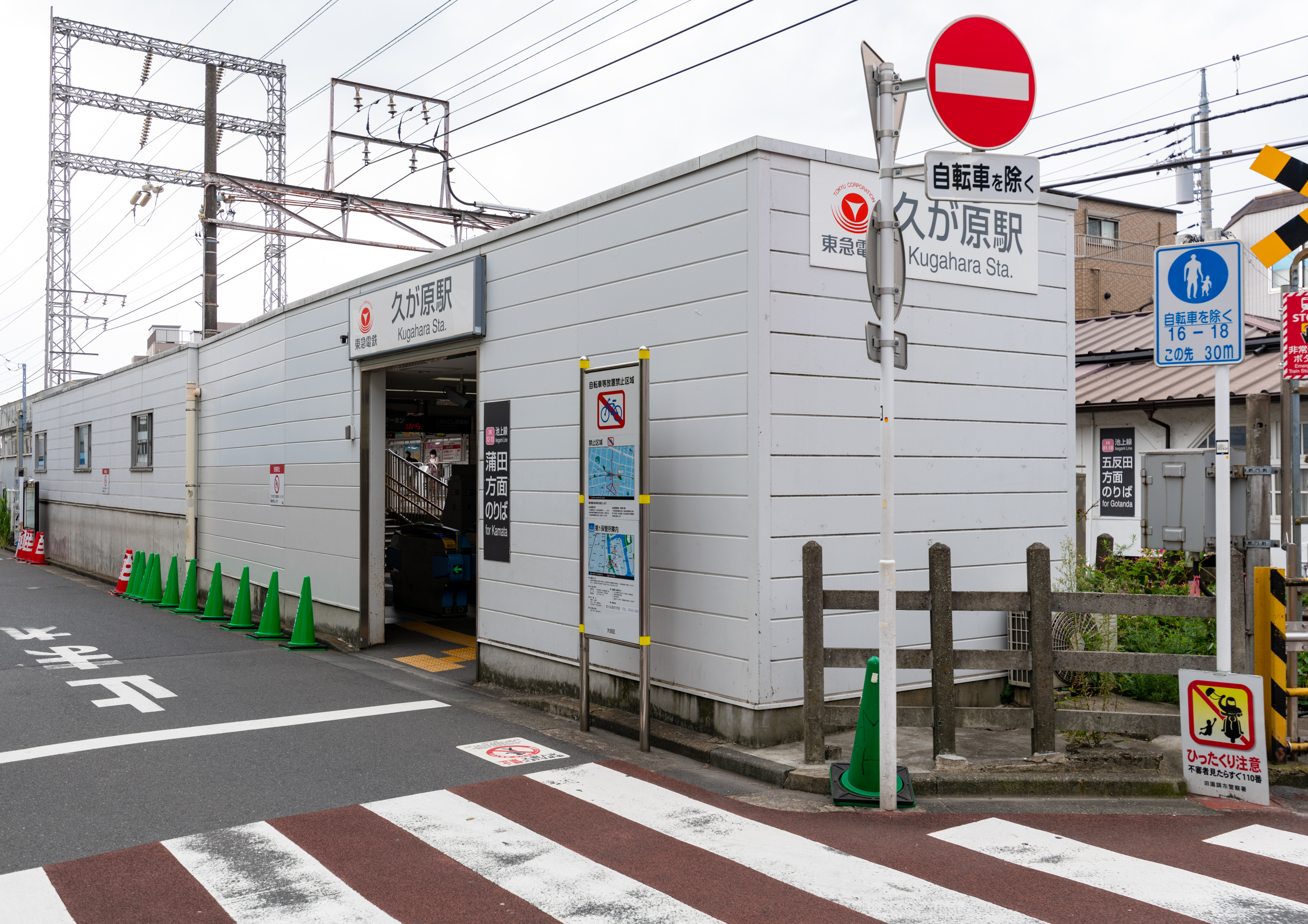
蒲田方面入口（2021年8月29日）

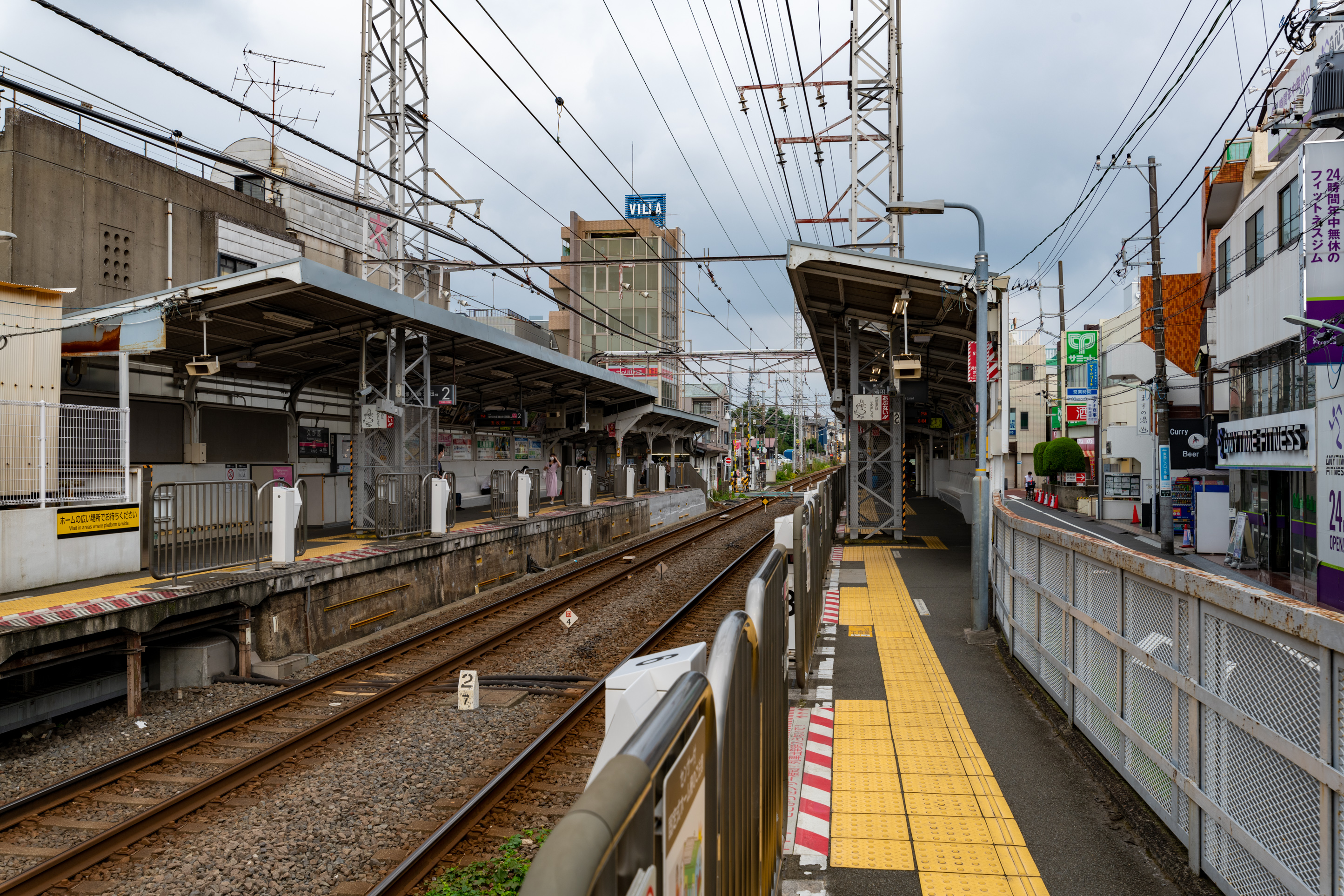
ホーム（2021年8月29日）

久が原駅（くがはらえき）は、東京都大田区南久が原二丁目にある、東急電鉄池上線の駅である。駅番号はIK11。

## 歴史

### 年表
- 1923年（大正12年）5月4日：池上電気鉄道の末広駅（すえひろえき）として開設[1]。
- 1928年（昭和3年）4月13日：東調布駅（ひがしちょうふえき）へ改称[1]。
- 1936年（昭和11年）1月1日：久ヶ原駅（くがはらえき）へ改称[1]。
- 1966年（昭和41年）1月20日：久が原駅へ改称[1]。

### 駅名の由来
「久が原」は、古くからこの付近が森や林の続いた土地であったたことを意味する「木の原」に由来する。
元々は「馬込領久河原」と「六郷領久川原」と言う地名で、「久ヶ原」となったのは江戸時代に入ってからであった。駅名は1966年（昭和41年）に「久が原」に改称されたが、地名は1968年（昭和43年）の住居表示の実施で「久が原」と改称された。

## 駅構造
相対式ホーム2面2線を有する地上駅。スロープ・車椅子用トイレがありバリアフリー構造となっている。改札は上下線別々にあり、改札内でのホーム間移動は出来ない。
サービスマネジャー導入駅であるため、蒲田駅より遠隔監視している。

### のりば
| 番線 | 路線   | 方向 | 行先                           |
| ---- | ------ | ---- | ------------------------------ |
| 1    | 池上線 | 下り | 蒲田方面                       |
| 2    | 池上線 | 上り | 雪が谷大塚・旗の台・五反田方面 |

## 利用状況
2024年度（令和6年度）の1日平均乗降人員は15,640人である。
近年の1日平均乗降・乗車人員の推移は以下の通り。
| 年度               | 1日平均 乗降人員 | 1日平均 乗車人員 | 出典     |
| ------------------ | ---------------- | ---------------- | -------- |
| 1990年（平成02年） |                  | 8,356            | [ * 1 ]  |
| 1991年（平成03年） |                  | 8,639            | [ * 2 ]  |
| 1992年（平成04年） |                  | 8,556            | [ * 3 ]  |
| 1993年（平成05年） |                  | 8,463            | [ * 4 ]  |
| 1994年（平成06年） |                  | 8,375            | [ * 5 ]  |
| 1995年（平成07年） |                  | 8,221            | [ * 6 ]  |
| 1996年（平成08年） |                  | 8,175            | [ * 7 ]  |
| 1997年（平成09年） |                  | 8,000            | [ * 8 ]  |
| 1998年（平成10年） |                  | 7,567            | [ * 9 ]  |
| 1999年（平成11年） |                  | 7,519            | [ * 10 ] |
| 2000年（平成12年） |                  | 7,605            | [ * 11 ] |
| 2001年（平成13年） |                  | 7,766            | [ * 12 ] |
| 2002年（平成14年） | 15,002           | 7,655            | [ * 13 ] |
| 2003年（平成15年） | 14,902           | 7,590            | [ * 14 ] |
| 2004年（平成16年） | 15,087           | 7,627            | [ * 15 ] |
| 2005年（平成17年） | 15,074           | 7,630            | [ * 16 ] |
| 2006年（平成18年） | 15,071           | 7,633            | [ * 17 ] |
| 2007年（平成19年） | 15,186           | 7,689            | [ * 18 ] |
| 2008年（平成20年） | 15,133           | 7,647            | [ * 19 ] |
| 2009年（平成21年） | 14,809           | 7,488            | [ * 20 ] |
| 2010年（平成22年） | 14,380           | 7,252            | [ * 21 ] |
| 2011年（平成23年） | 14,283           | 7,202            | [ * 22 ] |
| 2012年（平成24年） | 14,430           | 7,274            | [ * 23 ] |
| 2013年（平成25年） | 14,826           | 7,471            | [ * 24 ] |
| 2014年（平成26年） | 14,910           | 7,479            | [ * 25 ] |
| 2015年（平成27年） | 15,502           | 7,773            | [ * 26 ] |
| 2016年（平成28年） | 15,966           | 8,011            | [ * 27 ] |
| 2017年（平成29年） | 16,516           | 8,266            | [ * 28 ] |
| 2018年（平成30年） | 16,637           | 8,326            | [ * 29 ] |
| 2019年（令和元年） | 16,512           | 8,268            | [ * 30 ] |
| 2020年（令和02年） | 12,146           |                  |          |
| 2021年（令和03年） | 13,325           |                  |          |
| 2021年（令和03年） | 14,618           |                  |          |
| 2023年（令和05年） | 15,247           |                  |          |
| 2024年（令和06年） | 15,640           |                  |          |

## 駅周辺
- 大田区立東調布第三小学校
- 大田区立大森第七中学校
- 大田区立久原小学校
- 大田区役所 鵜の木特別出張所・久が原特別出張所
- 大田南久が原郵便局
- 昭和のくらし博物館
- サミット久が原店
- 白山神社
- 高級住宅街として有名な領域は駅から東側

### バス路線
- 駅前にはバス路線が乗り入れていないが、付近の沿道に2011年（平成23年）11月1日、空港連絡バス武蔵小杉駅 - 羽田空港線（東急バス・京浜急行バス共同運行）の久が原駅入口バス停が新設された。

## 隣の駅
東急電鉄
 池上線
御嶽山駅 (IK10) - 久が原駅 (IK11) - 千鳥町駅 (IK12)